# Tope Nacional do Brasil

Representação gráfica do Laço Nacional do Brasil no formato atual.

O Tope Nacional do Brasil ou Laço Nacional do Brasil é uma insígnia de adornamentação vestimentar cívica constituída por uma roseta nas cores verde e amarelo.

## História

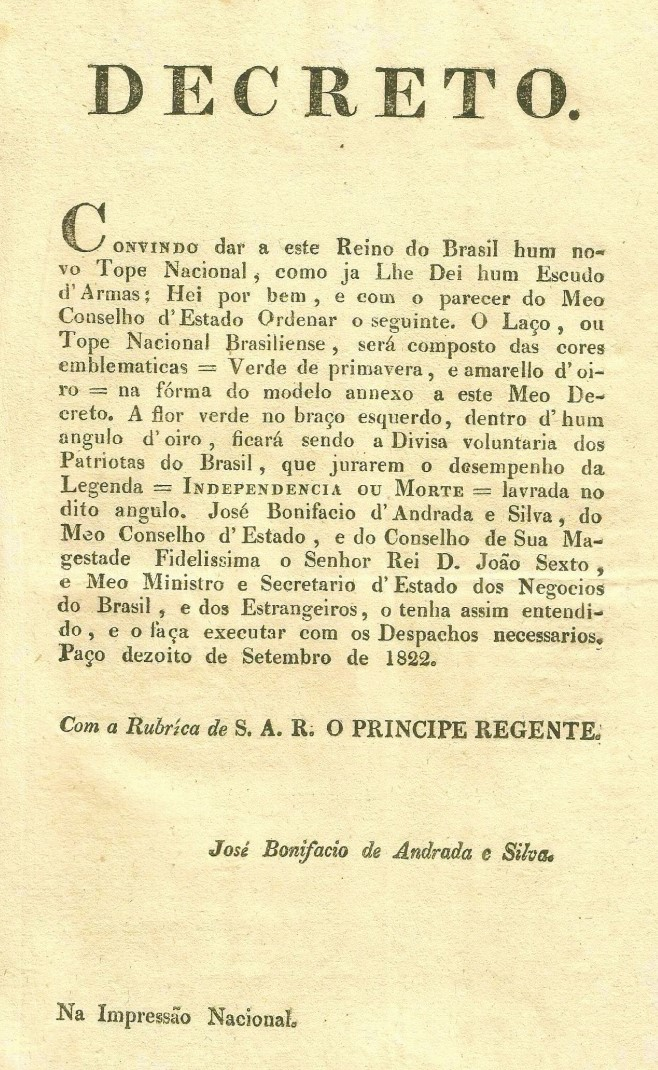
Decreto de criação em 18 de setembro de 1822

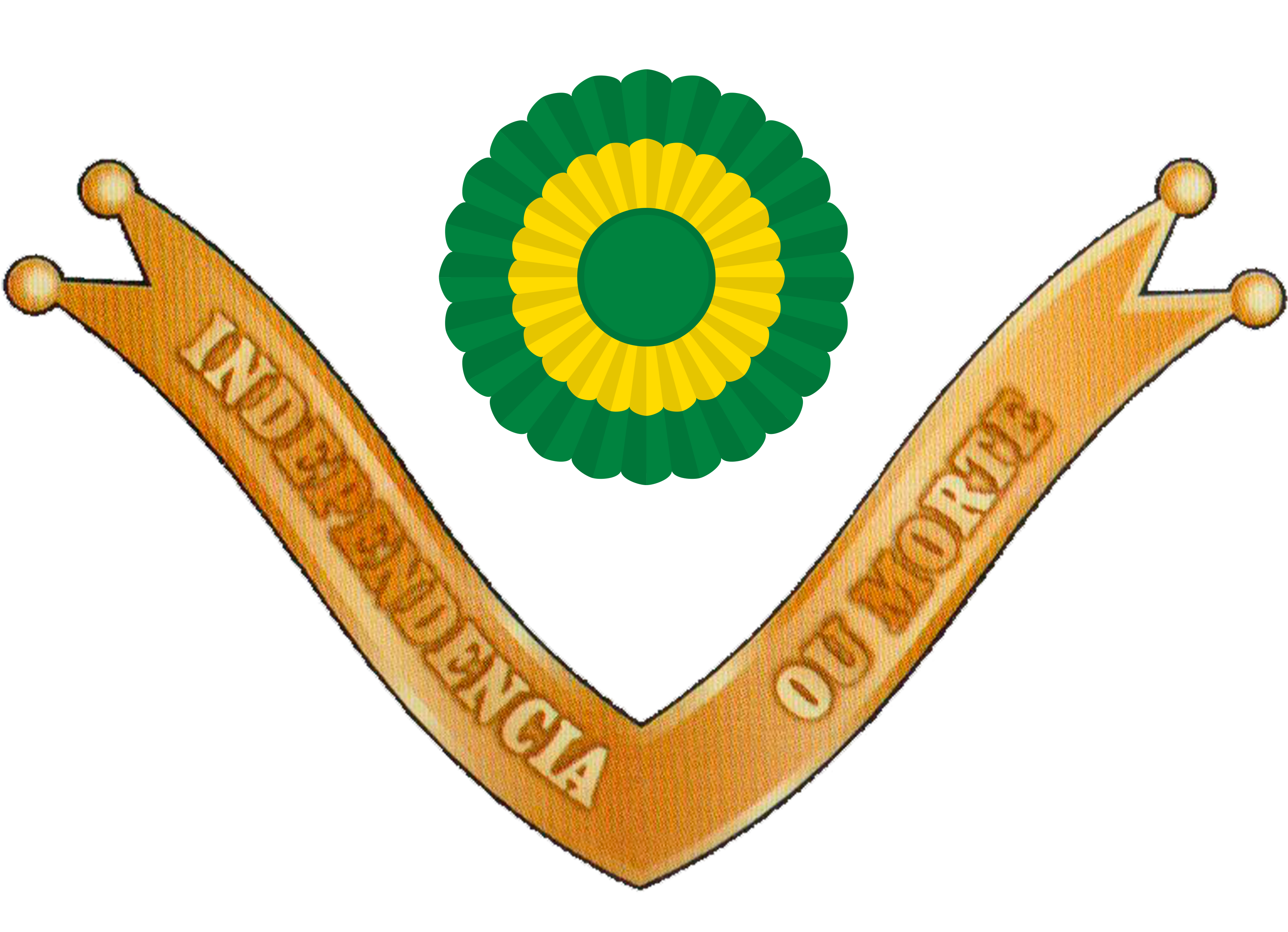
Versão conforme o anexo do decreto de criação

Constituiu um símbolo nacional e foi criado por decreto de Dom Pedro I em 18 de setembro de 1822, devendo ser usado pelos brasileiros em manifestamento de componente da Nação.
Eis a redação do decreto em que D. Pedro I cria o emblema:

Convinho dar a este Reino do Brazil um novo Tope Nacional, como já lhe Dei um Escudo d'Armas; Hei par bem, e com o paracer do Meu Conselho de Estado Ordenar o seguinte: O Laço, ou Tope Nacional Braziliense, será composto das côres emblemáticas - Verde de primavera, e amarelo de ouro - na fórma do modelo annexo a este Meu Decreto. A flôr verde no braço esquerdo, dentro de um angulo de ouro, ficará sendo a Divisa voluntaria dos Patriotas do Brazil, que jurarem o desempenho da Legenda - INDEPENDENCIA OU MORTE - lavrada no dito angulo. José Bonifacio de Andrada e Silva, do Meu Conselho de Estado, e do Conselho de Sua Magestade Fidelíssima o Senhor Rei D. João VI, e Meu Ministro e Secretario de Estado dos Negocios do Brazil e dos Estrangeiros, o tenha assim entendido e o faça executar com os despachos necessarios. Paço, 18 de Setembro de 1822.— Reino do Brasil
Com rubrica de S.A.R. o Príncipe Regente.
José Bonifacio de Andrada e Silva.
Clóvis Ribeiro, no livro Brazões e bandeira do Brasil, detalha a história do laço brasileiro da página 324 a 333.
Em 1831, o governo regencial, emitiu um decreto em 5 de outubro de 1831, assinado pelos membros da regência Francisco de Lima e Silva, José da Costa Carvalho e  João Bráulio Moniz, botando uma estrela amarela de cinco pontas dentro do círculo verde.
"No governo de Floriano Peixoto, foi adotado por decreto nº 1 729A, de 11 de junho de 1894 (...) foi criado um novo tope, constituído por um circulo azul dentro de dois anéis concêntricos, o primeiro amarelo e o segundo verde.  0 uso desse tope não se estendeu, porém, aos generais, que até 1920 usaram no chapéu armado o tope da Regência, verificando-se, assim, a anomalia de serem adotados no exercito, ao mesmo tempo, dois distintivos nacionais diferentes" (RIBEIRO, 1933. p. 333)

## Características

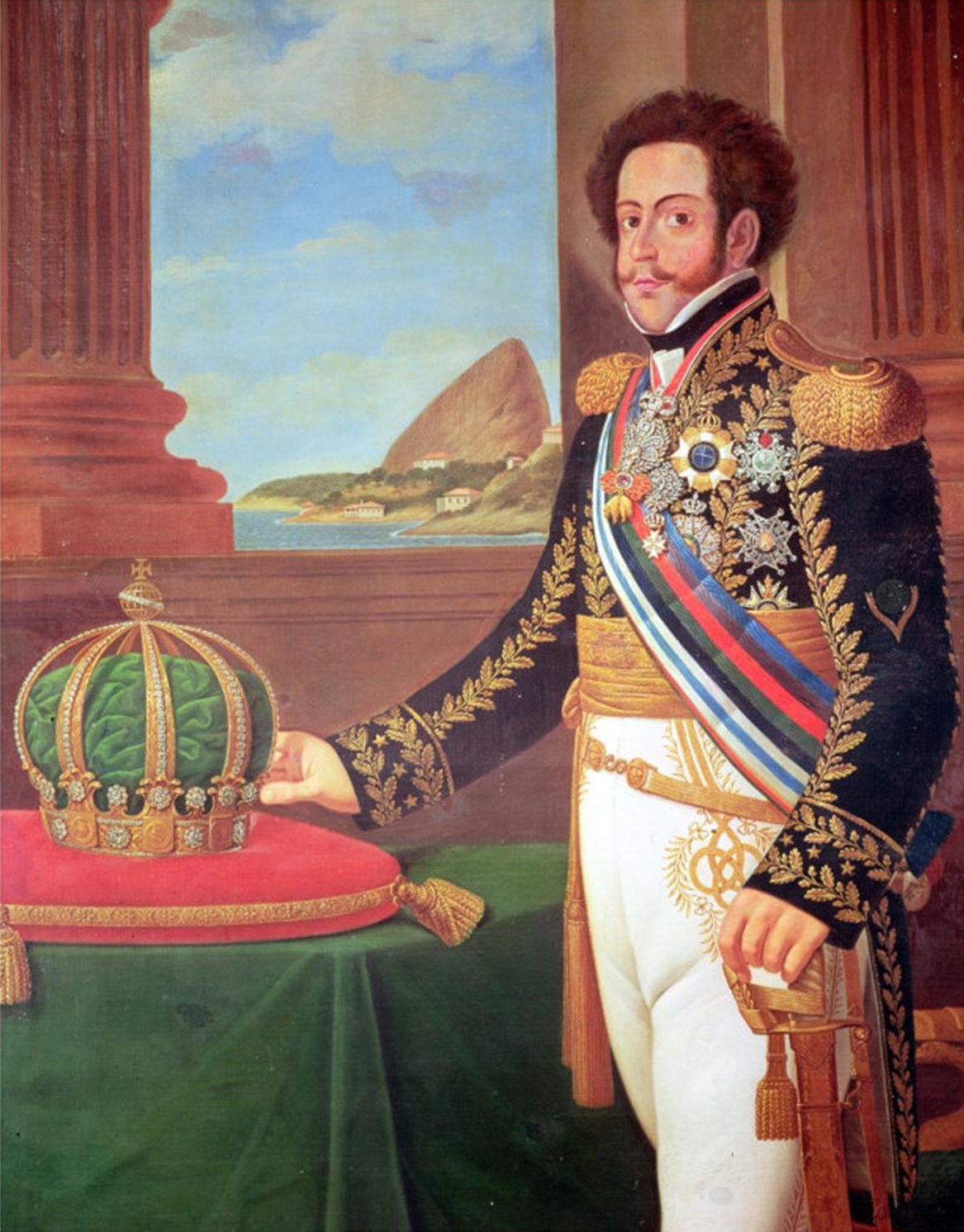
A feitura inicial do laço no ombro de D. Pedro I em pintura de Henrique José da Silva, 1825.

A feitura do símbolo compõe-se de um laço de fita em roseta nas cores verde e amarelo, sendo azul ao centro, amarelo no entremeio e verde na borda. Originalmente, o laço encimava uma peça metálica em cor de ouro em formato de "V" com a legenda Independência ou Morte.
A feitura atual do tope também se faz presente na faixa presidencial do Brasil, compondo a roseta da mesma.